# Mistrzostwa Świata w Saneczkarstwie 1985
Mistrzostwa Świata w Saneczkarstwie 1985 – 22. edycja mistrzostw świata w saneczkarstwie, rozegrana w 1985 roku w enerdowskim Oberhofie. W tym mieście mistrzostwa odbyły się już drugi raz (wcześniej w 1973). Rozegrane zostały trzy konkurencje: jedynki kobiet, jedynki mężczyzn oraz dwójki mężczyzn. W tabeli medalowej najlepsza była Niemiecka Republika Demokratyczna.

## Wyniki

### Jedynki kobiet
| Medal | Zawodniczka     | Państwo | Czas | Strata |
| ----- | --------------- | ------- | ---- | ------ |
|       | Steffi Martin   | NRD     |      |        |
|       | Cerstin Schmidt | NRD     |      |        |
|       | Birgit Weise    | NRD     |      |        |

### Jedynki mężczyzn
| Medal | Zawodnik       | Państwo | Czas | Strata |
| ----- | -------------- | ------- | ---- | ------ |
|       | Michael Walter | NRD     |      |        |
|       | Jörg Hoffmann  | NRD     |      |        |
|       | Jens Müller    | NRD     |      |        |

### Dwójki mężczyzn
| Medal | Zawodnicy                          | Państwo | Czas | Strata |
| ----- | ---------------------------------- | ------- | ---- | ------ |
|       | Jörg Hoffmann/Jochen Pietzsch      | NRD     |      |        |
|       | René Keller/Lutz Kühnlenz          | NRD     |      |        |
|       | Witalij Mielnik/Dmitrij Aleksiejew | ZSRR    |      |        |

## Klasyfikacja medalowa
| Miejsce | Państwo | złoto | srebro | brąz | Razem |
| ------- | ------- | ----- | ------ | ---- | ----- |
| 1.      | NRD     | 3     | 3      | 2    | 8     |
| 2.      | ZSRR    | 0     | 0      | 1    | 1     |